# Senhora de Oliveira
Senhora de Oliveira è un comune del Brasile nello Stato del Minas Gerais, parte della mesoregione della Zona da Mata e della microregione di Viçosa.